# Schinderbach (Große Mühl)
Der Schinderbach ist ein Bach in den Gemeinden Aigen-Schlägl und Oepping in Oberösterreich. Er ist ein Zufluss der Großen Mühl.

## Geographie
Der Bach entspringt an der Grenze der Gemeinden Aigen-Schlägl und Oepping auf einer Höhe von 769 m ü. A. Er weist eine Länge von 2,18 km auf. Er fließt für einen kurzen Abschnitt entlang der Gemeindegrenze und schließlich ausschließlich auf dem Gemeindegebiet von Aigen-Schlägl. Er mündet auf einer Höhe von 541 m ü. A. rechtsseitig in die Große Mühl. In seinem 2,17 km² großen Einzugsgebiet liegen Teile der Ortschaft Breitenstein mit dem Einzelhof Mitterreit und Teile der Ortschaft Sankt Wolfgang.

## Umwelt
Der Schinderbach ist Teil der 22.302 Hektar großen Important Bird Area Böhmerwald und Mühltal.